# Jamshid (mansnamn)
Jamshid (persiska: جمشید), stavas även enbart Jam, är ett persiskt mansnamn som betyder "den lysande". 
Namnet härstammar från fornpersiskans Yima som var en mytologisk kung i Iran.
Jamshid förekommer i Iran, Afghanistan, Turkiet och Centralasien. I Turkiet stavas namnet Cem.